# Мбюкю, Натанаэль
Натанаэ́ль Мбюкю́ Ва Мбюкю́ (фр. Nathanaël Mbuku Wa Mbuku; род. 16 марта 2002, Вильнёв-Сен-Жорж) — конголезский и французский футболист, нападающий немецкого клуба «Аугсбург» и сборной ДР Конго, выступающий на правах аренды за французский клуб «Монпелье».

## Клубная карьера
С 2008 по 2017 год выступал за ряд молодёжных футбольных клубов парижского региона, включая «Вильнёвуа», «Альфорвиль», «Маккаби Пари», «Ри-Оранж», «Сен-Мор» и «Флёри». В 2017 году стал игроком «Реймса». 23 ноября 2018 года подписал свой первый профессиональный контракт с клубом, рассчитанный на три года. 10 августа 2019 года дебютировал в основном составе «Реймса» в матче французской Лиги 1 против клуба «Олимпик Марсель».
В январе 2023 года в перешёл в «Аугсбург». Дебютировал за новую команду 11 марта 2023 года в матче против «Баварии», выйдя на замену на 77-й минуте.
21 января 2024 года был отдан в аренду в «Сент-Этьен» до конца сезона 2023/24.

## Карьера в сборной
В 2017 году дебютировал в составе сборной Франции до 16 лет. В 2018 и 2019 году выступал за сборную Франции до 17 лет, сыграв на чемпионате Европы.
В августе 2024 года сменил спортивное гражданство и был впервые вызван в национальную сборную ДР Конго на матчи отборочного турнира Кубка африканских наций 2025 против Гвинеи (6 сентября) и Эфиопии (9 сентября).